# I Sexually Identify as an Attack Helicopter
I Sexually Identify as an Attack Helicopter (en français « Je m'identifie sexuellement à un hélicoptère d'attaque ») est une nouvelle de science-fiction militaire d'Isabel Fall, publiée le 9 janvier 2020 dans Clarkesworld Magazine (en). L'histoire raconte l'expérience de Barb, une femme dont le genre a été réaffecté à « hélicoptère d'attaque » afin de faire d'elle une meilleure pilote.
Le titre de l'histoire est tiré d'un mème Internet du même nom, datant de 2014, utilisé pour dénigrer les personnes transgenres. Certaines personnes ont considéré que ce texte était transphobe ou relevait du trolling. À la demande de Fall, qui avait fait l'objet d'une campagne de harcèlement Neil Clarke, rédacteur en chef et éditorialiste de Clarkesworld décide de retirer l'histoire en janvier 2020[précision nécessaire]. L'épisode a déclenché une discussion entre personnalités écrivaines et critiques sur l'impact de la liberté d'expression de l'art et de l'humour pour blesser des groupes minoritaires. Certaines personnes ont approuvé le retrait de l'histoire, tandis que d'autres ont décrit l'incident comme un exemple de « cancel culture » empêchant les artistes de minorités de s'attaquer à des problèmes difficiles.

## Contexte
La phrase « Je m'identifie sexuellement comme un hélicoptère d'attaque » est un mème Internet transphobe,,,,,. La phrase est créée par un joueur de Team Fortress 2 le 17 mars 2014, se répand en copypasta sur le forum Internet Reddit puis se propage à d'autres forums comme 4chan, où elle est utilisée (avec un pic en 2015) pour se moquer des personnes transgenres,, et du concept d'identité de genre, afin d'affirmer l'impossibilité de concevoir une identité de genre indépendante du sexe biologique. Elle est parfois utilisée, comme par Trevor Bauer en 2019, pour discréditer les personnes non-binaires,.
(traduction) Je m'identifie sexuellement à un Hélicoptère d'Attaque. Depuis que je suis un garçon je rêve de survoler les champs pétroliers en lançant des charges collantes et bouillantes sur les horribles étrangers. Les gens me disent qu'il est impossible qu'une personne soit un hélicoptère et que je suis foutrement attardé mais je m'en fiche, je suis magnifique. J'ai fait en sorte qu'un chirurgien plastique m'installe des pales rotatives, des canons de 30mm et des missiles AMG-114 Hellfire sur mon corps. À partir de maintenant je veux que vous m'appeliez « Apache » et que vous respectiez mon droit de tuer depuis le ciel et de tuer sans raisons valables. Si vous ne m'acceptez pas vous êtes un héliphobe et vous devez déconstruire votre privilège de véhicule. Merci pour votre compréhension. 
Une étude australienne de 2020 identifie ceux qui ont indiqué « hélicoptère d'attaque » comme genre dans des enquêtes en ligne comme appartenant à des sous-populations « incel » et « troll » et les décrit, en moyenne, comme « des hommes blancs célibataires, diplômés du secondaire, avec en moyenne de faibles revenus et un certain degré d'attraction non hétérosexuelle »,.

## Résumé

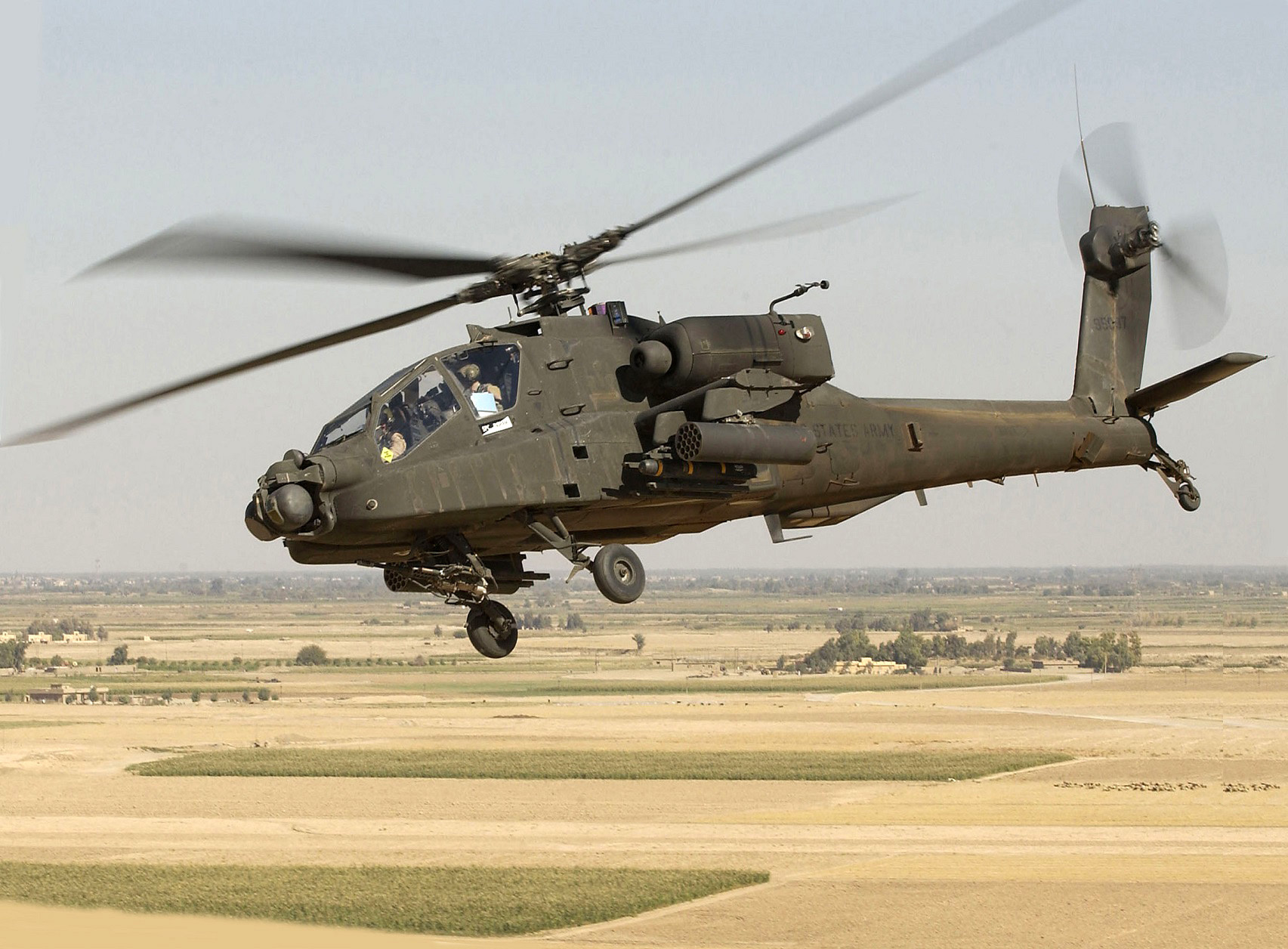
L'hélicoptère piloté par la protagoniste est le fictif "AH-70 Apache Mystic", probablement un développement de l'AH-64 Apache montré ici.

Dans un futur proche, les États-Unis mènent une guerre contre le « Pear Mesa Budget Committee », un gouvernement local d'IA qui a émergé d'une catastrophe environnementale et médicale sur la Côte du Golfe. L'histoire est racontée du point de vue de Barb (un indicatif radio, pas « Barbara »), anciennement appelé Seo Ji Hee. L'armée américaine a réaffecté neuromédicalement le sexe de Barb à « hélicoptère d'attaque » pour en faire une meilleure pilote d'hélicoptère - la guerre faisant partie du rôle de genre de Barb, tout comme porter des jupes ferait partie de celui d'une femme.
L'histoire entrelace des scènes de guerre, dans lesquelles Barb et l'artilleur Axis bombardent un lycée et s'échappent d'un avion ennemi, avec des souvenirs de la vie antérieure de Barb en tant que femme, et des réflexions sur sa sexualité altérée : les actes de vol, de violence contrôlée, font aussi partie des actes sexuels entre Barb et Axis. Alors qu'ils rentrent chez eux, Barb console Axis, qui lutte avec son genre réaffecté, considérant que l'incertitude d'Axis peut refléter une « nouvelle queerness » aussi nécessaire que l'instabilité intentionnelle (voir Relaxed stability (en)) est pour les avions de combat.

## Historique des publications
L'histoire d'Isabel Fall avec le même titre est parue le 9 janvier 2020 dans le numéro de janvier (n° 160) du Clarkesworld Magazine. La notice biographique d'accompagnement disait : « Isabel Fall est née en 1988 ». L'histoire provoque des réponses « véhémentes », selon Wired. De nombreuses personnes ont apprécié l'histoire, y compris Carmen Maria Machado et Chuck Tingle. Il y avait cependant aussi de nombreux personnes détractrices bruyantes, dont beaucoup étaient des militants pour la justice sociale et des personnes queer. Ces personnes se sont opposées à l'utilisation d'un mème offensant comme titre et ont considéré que l'histoire était de mèche avec la transphobie du mème, ou était un exercice de trolling.
Le rédacteur en chef de Clarkesworld, Neil Clarke (en), a retiré l'histoire du site Web du magazine en ligne quelques jours plus tard,. Selon la note initiale de Clarke, le retrait a été effectué à la demande de l'autrice. Dans une déclaration ultérieure, Clarke a expliqué qu'il avait retiré l'histoire après un déluge d'attaques sur Fall, pour sa propre sécurité et santé. Il a écrit que Fall était une femme trans, mais qu'elle n'avait pas fait son coming-out en tant que telle au moment de la publication, et a utilisé une biographie volontairement courte et une présence Internet « négligeable ». Selon Clarke, l'histoire n'était pas un canular, et Fall n'était pas une néo-nazie (comme certains l'avaient supposé parce que « 88 » est un code néo-nazi). Il a écrit que l'histoire était une tentative de Fall pour « retirer une partie du pouvoir de ce mème très blessant » en le subvertissant. Clarke a écrit que l'histoire avait fait l'objet de nombreuses révisions et qu'elle avait été revue par des personnes sensibles aux trans, mais il s'est excusé « auprès de ceux qui ont été blessés par l'histoire ou les tempêtes qui ont suivi ».

## Réception
Rocket Stack Rank (en) a publié une critique favorable, notant que la narration transparente de l'autrice lui a permis de transmettre efficacement aux personnes cisgenres « un peu ce que signifie être trans (...) d'une manière très différente de tout ce que j'ai jamais vu auparavant ». Le dossier 770 a recueilli un certain nombre de réactions d'auteurs et autrices et fans de science-fiction, dont une partie considérait l'histoire comme transphobe, tandis que d'autres l'appréciaient et déploraient son retrait.
L'un des critiques de l'histoire, Arinn Dembo (en), président par intérim de l'Association nationale des professionnels de la fiction spéculative du Canada, a écrit que la nouvelle « se lit comme si cela avait été écrit par un mec blanc hétéro qui ne comprend pas vraiment la théorie du genre ou la transition et n'a pas le droit d'invoquer des sifflets pour chiens transphobes à des fins lucratives ». Après le retrait de l'histoire, Dembo a maintenu sa critique, disant que « beaucoup de gens auraient pu être épargnés par beaucoup d'angoisse mentale » si une déclaration sur l'identité et les intentions de Fall avait été fournies. L'écrivaine N. K. Jemisin a écrit qu'elle était heureuse de la suppression de l'histoire : « Tout art n'est pas du bon. Parfois, l'art cause du tort. Et il est admis que les créateurs marginalisés finissent par être tenus à un niveau plus élevé que les autres, ce qui est de la merde, mais... c'est [parce que] nous savons à quoi ressemble ce mal. Les artistes devraient s'efforcer de ne pas (davantage) faire de mal ». Jemisin a écrit plus tard qu'elle n'avait pas lu l'histoire.
Plusieurs personnalités du monde littéraire ont regretté la suppression de l'histoire et les attaques contre son autrice : Robby Soave, rédacteur en chef de Reason, a qualifié la suppression de l'histoire d'exemple de « cancel culture ». Emily VanDerWerff de Vox a écrit : « L'art doit embrasser notre faiblesse, notre honte et notre doute aussi. Faire autrement constitue un propre type de préjugé »,. De même, Conor Friedersdorf (en) de The Atlantic écrit : « La controverse sur Attack Helicopter est une autre étude de cas suggérant que rejeter « l'art [sic] pour l'art » en faveur de « l'art pour la justice » ne donne pas nécessairement plus de justice. Cela peut n'aider personne, nuire à beaucoup et entraver la capacité des artistes à faire circuler des œuvres qui nous font réfléchir, ressentir, lutter, sympathiser et apprendre ». Dans The Outline (en), Gretchen Felker-Martin a critiqué les fans pour avoir cru que l'art devrait communiquer des leçons de morale et que « les minorités dans la fiction doivent être représentées sous un jour uniformément positif ». Attaquer des histoires comme celle de Fall juste parce que certains lecteurs y ont réagi avec peine, écrit-elle, bloque un débouché nécessaire pour les artistes marginalisés et représente « une retraite dans l'absolutisme moral noir et blanc de l'adolescence, ou théocratie ».